# Alberto Lupo
Alberto Lupo, pseudonimo di Alberto Zoboli (Genova, 19 dicembre 1924 – San Felice Circeo, 13 agosto 1984), è stato un attore e conduttore televisivo italiano.

## Biografia
Di famiglia borghese (il padre era preside dell'Istituto Tecnico Gaslini di Genova Bolzaneto) nacque in via Nazionale (l'attuale via Bolzaneto), e dimostrò fin dalla prima gioventù trascorsa a Pegli (una targa posta al civico 1 della via Amerigo Vespucci ne ricorda la dimora) un vivo interesse per la recitazione, frequentando a vent'anni corsi impartiti da Andrea Miano e prendendo successivamente lezioni da Lea Zanzi. S'iscrisse alla facoltà di giurisprudenza per assecondare il desiderio del padre, ma continuò a nutrire la passione per il teatro, al punto da costituire una filodrammatica nella fabbrica di elettrodomestici San Giorgio, dove nel frattempo era stato assunto come impiegato. Con i suoi compagni d'avventura mise in scena Piccola città di Thornton Wilder, riscuotendo un lusinghiero successo. A lui è dedicato con una targa il foyer del Teatro Rina e Gilberto Govi di Bolzaneto. 

Anton Giulio Majano e Alberto Lupo sul set de La cittadella nel 1964

Nel 1946 fece il suo esordio al Centro Sperimentale Universitario di Genova Luigi Pirandello, successivamente denominato Teatro d'Arte Città di Genova, lavorandovi fino al 1952, in seguito recitò al Piccolo Teatro di Milano e al Teatro Nuovo, dove nella stagione 1953-54 recitò accanto a Gino Cervi nel Cyrano de Bergerac di Edmond Rostand. Esordì come attore cinematografico nel 1954 con un ruolo nel film Ulisse di Mario Camerini. Perlopiù otteneva parti secondarie in film di genere tipici dell'epoca. Recitò nel film Il sicario, diretto nel 1960 da Damiano Damiani. Nel 1955 esordì in televisione nel romanzo sceneggiato Piccole donne diretto da Anton Giulio Majano. Da allora fu protagonista di molti altri sceneggiati televisivi come Una tragedia americana del 1962, La cittadella del 1964, nel quale interpretava il ruolo del protagonista dottor Manson, Resurrezione, del 1965, tratto dal romanzo di Lev Tolstoj, Un certo Harry Brent del 1970 e Come un uragano del 1971, e programmi televisivi di intrattenimento ai quali, ormai celebre e famoso, prestò la sua figura di impeccabile presentatore.

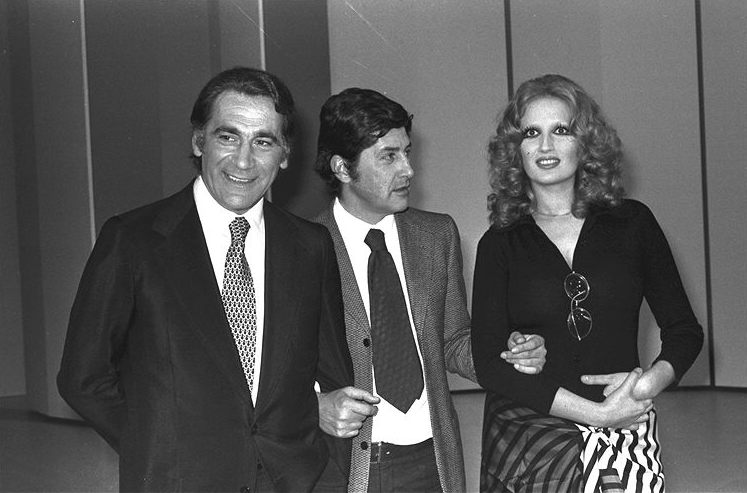
Alberto Lupo insieme ad Antonello Falqui e Mina durante la lavorazione di Teatro 10 (1972)

Negli anni sessanta fu protagonista di vari fotoromanzi pubblicati sui settimanali Bolero Film, Grand Hotel e Sogno; tra i suoi fotoromanzi ci sono Sposa per una notte (1964) con Giulia Lazzarini, Smarrimento (1965) con sua moglie Lyla Rocco, L'impossibile verità (1967) con Leonora Ruffo e La donna che non era mai nata (1967) con Nadia Marlowa. Lavorò nel doppiaggio di film stranieri (per la C.I.D.) e aveva anche attratto l'attenzione dei produttori discografici, che gli chiesero d'incidere dei brani recitativi quali Io ti amo nel 1967 (cover di I Love You, recitato da Anthony Quinn) e Una telefonata nel 1971. Dal primo dei due venne tratto nel 1968 un film diretto da Antonio Margheriti. In radio nel dicembre 1970 fu il padrone di casa per tutto il mese di "Voi ed Io" lo storico programma d'intrattenimento radiofonico del mattino sul Programma Nazionale Radiorai tutti i giorni dal lunedì al sabato dalle 9,15 alle 11,30 chiudendo così il primo anno di trasmissioni del contenitore partito il 5 gennaio dello stesso anno.
Il successo nel campo discografico giunse inaspettatamente nel 1971, quando venne scritturato per presentare insieme a Mina il programma televisivo di varietà della Rai Teatro 10 con la regia di Antonello Falqui. Gli autori della trasmissione Leo Chiosso e Giancarlo Del Re desideravano che entrambi i conduttori incidessero la sigla finale del programma e, per adattarla alle corde interpretative dell'attore ligure, decisero insieme al direttore d'orchestra Gianni Ferrio di scrivere una canzone che comprendesse una parte recitata da una voce maschile a complemento della melodia cantata da Mina. Nacque così Parole parole, brano che lo portò alla notorietà anche in campo discografico, salendo al primo posto della hit parade e rimanendovi per diverse settimane. Di questa canzone, che ancora oggi conserva una grande popolarità, furono anche incise versioni in svariate lingue straniere, la più famosa delle quali è quella francese interpretata da Dalida e Alain Delon. Parimenti, in quello stesso periodo fu testimonial della pubblicità di un noto bagnoschiuma (con il sottofondo musicale proprio di Parole parole). Nel 1974 inoltre eseguì una versione ironica del pezzo durante una delle puntate di Milleluci. Durante la sua esibizione, l'attore si guardava allo specchio e recitava - con sarcastico autocompiacimento - "mi guardo ed è come se fosse la prima volta". Nel gennaio 1973 è di nuovo in radio ai microfoni di "Voi ed Io" sul Programma Nazionale Radiorai tutti i giorni dal lunedì al sabato dalle 9,15 alle 11,30 così come nel dicembre 1975 sua terza ed ultima conduzione del programma mattutino dalle 9 alle 11,00.

Alberto Lupo con Mina durante la conduzione di Teatro 10 (1972)

Nell'autunno 1976 fu uno dei protagonisti, insieme a Nino Castelnuovo, di una serie di gialli polizieschi abbinati alla trasmissione televisiva Chi? dove interpretava la parte del commissario Serra: in ogni episodio non mancava mai una scena nella quale egli, fumatore incallito, al momento di accendersi una sigaretta trovava il filtro della stessa sempre rivolto erroneamente verso l'accendino. Fu inoltre l'ultimo presentatore del popolare spettacolo musicale televisivo Senza rete. Nel 1977, all'apice della sua carriera, accettò di interpretare in teatro il dramma Chi ha paura di Virginia Woolf? Durante le prove al teatro San Babila di Milano, il 15 novembre 1977, venne colpito da una trombosi alla carotide. Ricoverato d'urgenza all'Ospedale Niguarda Ca' Granda di Milano, rimase in coma per diverso tempo e al suo risveglio si ritrovò afono e affetto da un'emiparesi. Dovette in seguito sottoporsi a una complessa riabilitazione per recuperare la voce e le facoltà motorie, aiutato dalla moglie Lyla Rocco.
Fortemente provato, riapparve in televisione nei primi mesi del 1979 ospite di Renzo Villa nella trasmissione Il Bingooo in onda su Antenna 3 Lombardia. In quella occasione recitò, con voce malferma, If, la celebre poesia di Rudyard Kipling. Il 12 novembre dello stesso anno ritornò in televisione con la trasmissione Buonasera con... Alberto Lupo, programma giornaliero del tardo pomeriggio su Rete 2. L'anno successivo apparve sul grande schermo nel film Action, diretto da Tinto Brass; nel 1982, interpretò l'episodio Tre colpi di fucile della serie Dentro una stanza chiusa, diretto da Daniele D'Anza; del 1983, comparve nello sceneggiato televisivo L'amante dell'Orsa Maggiore, diretto dal fedele Anton Giulio Majano.

### Morte
Morì d'infarto il 13 agosto 1984 a 59 anni a San Felice Circeo. È sepolto nel cimitero cittadino, poco lontano dalla tomba di Anna Magnani.

## Filmografia

### Cinema
- Ulisse, regia di Mario Camerini (1954)
- L'ultima violenza, regia di Raffaello Matarazzo (1957)
- Erode il Grande, regia di Arnaldo Genoino e Viktor Turžanskij (1959)
- Lupi nell'abisso, regia di Silvio Amadio (1959)
- La battaglia di Maratona, regia di Bruno Vailati e Mario Bava (1959)
- Seddok, l'erede di Satana, regia di Anton Giulio Majano (1960)
- Il sicario, regia di Damiano Damiani (1960)
- Teseo contro il minotauro, regia di Silvio Amadio (1960)
- Rocco e le sorelle, regia di Giorgio Simonelli (1961)
- Le baccanti, regia di Giorgio Ferroni (1961)
- La monaca di Monza, regia di Carmine Gallone (1962)
- Gli italiani e le donne, epis. Chi la fa, l'aspetti, regia di Marino Girolami (1962)
- Zorro alla corte di Spagna, regia di Luigi Capuano (1962)
- Lasciapassare per il morto, regia di Mario Gariazzo (1962)
- Un alibi per morire, regia di Roberto Bianchi Montero e Piero Costa (1962)
- La congiura dei dieci, di Baccio Bandini ed Étienne Périer (1962)
- Esame di guida (Tempo di Roma) di Denys de La Patellière (1963)
- Rocambole, di Bernard Borderie (1963)
- Coriolano, eroe senza patria, regia di Giorgio Ferroni (1964)
- Il leone di Tebe, regia di Giorgio Ferroni (1964)
- Il figlio di Cleopatra, regia di Ferdinando Baldi (1964)
- Genoveffa di Brabante, regia di José Luis Monter (1964)
- Il tormento e l'estasi (The Agony and the Ecstasy), regia di Carol Reed (1965)
- A 008, operazione Sterminio, regia di Umberto Lenzi (1965)
- Le notti della violenza, regia di Roberto Mauri (1965)
- Spiaggia libera, regia di Marino Girolami (1966)
- Django spara per primo, regia di Alberto De Martino (1966)
- Io ti amo, regia di Antonio Margheriti (1968)
- Action, regia di Tinto Brass (1980)

### Televisione
- Piccole donne, regia di Anton Giulio Majano (1955)
- Tessa la ninfa fedele, regia di Mario Ferrero (1957)
- Padri e figli, regia di Guglielmo Morandi (1958)
- Le avventure di Nicola Nickleby, regia di Daniele D'Anza (1958)
- Aprite: polizia! (episodio 4), regia di Daniele D'Anza (1958)
- Mamouret di Jean Sarment, regia di Guglielmo Morandi (1958)
- Il vicario di Wakefield, regia di Guglielmo Morandi (1959)
- Il caso Maurizius, regia di Anton Giulio Majano (1961)
- Una tragedia americana, regia di Anton Giulio Majano (1962)
- I Giacobini, regia di Edmo Fenoglio (1962)
- La bella addormentata, regia di Eros Macchi (1963)
- La cittadella, regia di Anton Giulio Majano (1964)
- Resurrezione, regia di Franco Enriquez (1965)
- Breve gloria di mister Miffin, regia di Anton Giulio Majano (1967)
- Il principe addormentato, regia di Mario Ferrero (1969)
- Un certo Harry Brent, regia di Leonardo Cortese (1970)
- Come un uragano, regia di Silverio Blasi (1971)
- Dal primo momento che ti ho visto, regia di Vito Molinari, (1976)
- Tre colpi di fucile, episodio della serie Dentro una stanza chiusa, regia di Daniele D'Anza (1982)
- L'amante dell'Orsa Maggiore, regia di Anton Giulio Majano (1983)

## Programmi televisivi
- Cantagiro '66, spettacolo musicale, con Nuccio Costa, l'ultima puntata era trasmessa dalla Rai sulla Rete Nazionale (1966)
- Qua la mano, regia di Fernanda Turvani, con Renato Rascel e Sandra Mondaini, trasmesso il 6 ottobre 1966.
- Stasera giochiamo con Rita, regia Antonello Falqui, con Rita Pavone, trasmesso il 7 gennaio 1967.
- Partitissima, regia di Romolo Siena – spettacolo abbinato alla Lotteria Italia (1967)
- Senza rete, con Milva co-conduttore ultima puntata, trasmessa il 15 agosto 1968.
- Il divo Claudio, con Claudio Villa, Loretta Goggi e Renzo Arbore – varietà televisivo (1969)
- Teatro 10, regia di Antonello Falqui – varietà televisivo, prima edizione (1971) e seconda edizione (1972), quest'ultima in coppia con Mina
- Mostra internazionale di musica leggera 1971, 7ª edizione condotta da Alberto Lupo e Aba Cercato a Venezia dal 16 al 18 settembre 1971 e trasmessa in TV.
- Cantagiro '72, spettacolo musicale, con Nuccio Costa, l'ultima puntata era trasmessa dalla Rai sulla Rete Nazionale (1972)
- Milleluci (Programma Nazionale, 1974)
- Totanbot, regia di Romolo Siena, con Iva Zanicchi, co-conduttore nella 3ª puntata, trasmessa il 25 gennaio 1975.
- Senza rete, regia di Gian Carlo Nicotra – spettacolo musicale (1975)
- Chi?, spettacolo abbinato alla Lotteria Italia (1976)
- C'era una volta..., spettacolo musicale (1977)
- Buonasera con..., regia di Adriana Borgonovo – varietà televisivo in 20 puntate (Rete 2, 1979)

## Prosa televisiva
- La foresta pietrificata di Robert E. Sherwood, regia di Carlo Ludovico Bragaglia, trasmessa il 15 febbraio 1957.
- Mamouret di Jean Sarment, regia di Guglielmo Morandi (1958)
- Fuente Ovejuna di Lope de Vega, regia di Anton Giulio Majano, trasmessa il 3 aprile 1959.
- I masnadieri di Friedrich Schiller, regia di Anton Giulio Majano, trasmessa il 2 ottobre 1959.
- Sotto processo, regia di Anton Giulio Majano, Secondo programma, trasmessa il 19 novembre 1962.
- Adorabile Giulia di Marc Gilbert Sauvajon, regia di Fulvio Tolusso, trasmessa il 20 giugno 1975.
- Esuli di James Joyce, regia di Daniele D'Anza, trasmessa il 17 settembre 1976.

## Carosello
Prese parte come testimonial a vari numeri della rubrica pubblicitaria televisiva Carosello: nel 1960, insieme a Valeria Moriconi, per i biscotti Saiwa, nel 1964 e 1965 per il rasoio elettrico Sunbeam (nel 1965 con Edy Campagnoli), negli anni dal 1966 al 1969 per le confezioni maschili Facis (Gruppo Finanziario Tessile), nel 1971, insieme a Fulvio Mingozzi, per profumi della Paglieri.

## Prosa radiofonica Rai
- Il ritorno a casa, radiodramma di Peter Hirche, regia di Guglielmo Morandi, trasmessa il 18 gennaio 1956.
- Il lutto si addice ad Elettra di Eugene O'Neill, regia di Giulio Pacuvio, trasmessa il 5 marzo 1956.
- Incantesimo, commedia di Philip Barry, regia di Anton Giulio Majano, trasmessa il 11 giugno 1956.
- Il destino di chiamarsi Zadig di Antonio Passaro, regia di Anton Giulio Majano, trasmessa il 18 giugno 1956.
- L'arpa d'erba di Truman Capote, regia di Anton Giulio Majano, trasmessa il 22 giugno 1956.
- Re orso, fiaba di Arrigo Boito, regia di Vittorio Sermonti trasmessa il 8 ottobre 1958.
- Il mago della pioggia di Richard Nash, regia di Guglielmo Morandi (1958)
- Il conciliatore, radiocommedia di Samy Fayad, regia di Anton Giulio Majano, trasmessa il 1º aprile 1959.
- Intercessione per Ismay, radiodramma di Gian Francesco Luzi, regia di Marco Visconti, trasmessa il 5 gennaio 1960.
- Elettra, tragedia di Hugo von Hofmannsthal, regia di Mario Ferrero, trasmessa il 3 giugno 1962.
- La trappola, dramma di Ferdinand Bruckner, regia di Umberto Benedetto, trasmessa il 13 gennaio 1963.
- Picnic, commedia in tre atti di William Inge, Programma nazionale, trasmessa in 4 maggio 1965.

## Teatro
- La tempesta di William Shakespeare, regia di Filippo Torriero (1962)
- Ma non è una cosa seria di Luigi Pirandello, regia di Mario Ferrero (1965)
- Ippolito di Euripide, regia di Sandro Bolchi. Teatro Olimpico di Vicenza (1965)
- Marionette, che passione! di Pier Maria Rosso di San Secondo, regia di Romano Bernardi. Teatro Stabile di Catania (1973)

## Discografia parziale

### Album
- 1965 – Pascoli (Cetra, CLC 0834, LP) con Vittorio Gassman e Paolo Carlini
- Leopardi - Canti (Cetra, CLC 0829, LP) con Arnoldo Foà, Vittorio Gassman, Giorgio Albertazzi

### Singoli
- 1964 – Storia della musica (Presentazione collana) (Fratelli Fabbri Editori, 7" a 33 giri)
- 1967 – Io ti amo (I love you, you love me)/Certe volte (Sometimes) (Cetra, 7")
- 1971 – Love Story/Una telefonata (Cetra, 7")
- 1972 – Parole parole/Adagio (PDU, 7") con Mina, sigla della trasmissione televisiva Teatro 10
- 1972 – Se (If)/Te Deum (Las Vegas, LVS 1061), ristampa 1978 su etichetta Radio Records
- 1977 – C'era una volta.../Storia di una storia d'amore (Cetra, sigla di coda della trasmissione C'era una volta...)
- Due racconti arabi d'amore (Istituto Internazionale Del Disco, SIL 4068, 7") con Francesco Gabrielli

## Doppiaggio
- Eric Fleming ne La conquista dello spazio
- Francisco Rabal ne La grande strada azzurra, Tiro al piccione
- Reg Park in Maciste contro i mostri
- Christopher Plummer in Fascino del palcoscenico
- Arthur Franz in Gli invasori spaziali
- Robby il robot ne Il pianeta proibito
- John Wayne ne La valle dei dannati
- Charles Denner in Landru
- Neville Brand ne La principessa dei Moak